# Crocus cartwrightianus
Crocus cartwrightianus Herb. è una pianta angiosperma monocotiledone della famiglia delle Iridacee, originaria della Grecia e dell'isola di Creta. È una pianta perenne a cormi che cresce fino a 10 cm, con molte foglie strette, che fiorisce in tardo autunno o nel primo inverno. I fiori hanno sfumature di lilla o bianco, con venature viola e promimenti stigmi rossi.

## Etimologia
L'epiteto specifico cartwrightianus si riferisce a John Cartwright, console britannico a Costantinopoli nel XIX secolo.
Si presume che il C. cartwrightianus sia il precursore selvatico del Crocus sativus (zafferano vero), specie triploide oggi addomesticata e diffusamente coltivata.

## Distribuzione e habitat
La pianta cresce normalmente in suoli calcarei della penisola Attica, in Grecia. Si hanno prove di una sua coltivazione nell'isola di Creta risalente almeno all'epoca del Medio Periodo Minoico grazie al ritrovamento a Cnosso di un affresco, il "Raccoglitore di zafferano", in cui si osserva la raccolta dei crochi.
Questa pianta, insieme con la sua cultivar 'Albus' (con fiori completamente bianchi), ha ricevuto il Premio al Merito in Gardinaggio (Award of Garden Merit) dalla Royal Horticultural Society.